# Рирпроекция

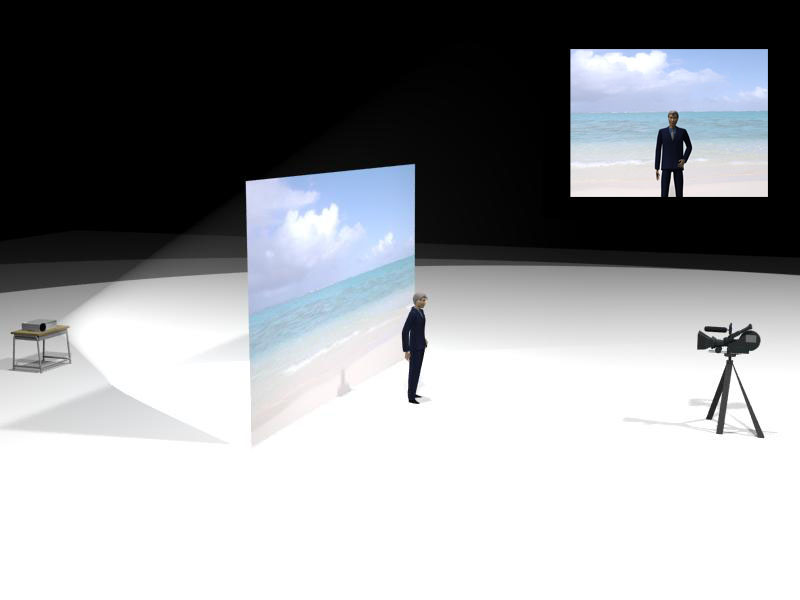
Схема рирпроекции и получаемое с её помощью изображение (справа вверху)

Рирпрое́кция, Рир-прое́кция (от англ. rear projection — проекция сзади) — приём комбинированной киносъёмки, широко применявшийся в классической технологии кинопроизводства, основанный на проекционном совмещении актёров и элементов декорации с произвольным фоном на просветно-рассеивающем экране. Технология рирпроекции позволяет комбинировать в одном кадре изображения, сочетание которых в реальной жизни невозможно или неудобно для прямой съёмки. 
Впервые технология была использована в 1927 году в фильме «Метрополис» для имитации «дальновидения» будущего. В XXI веке технология была отчасти вытеснена хромакеем, но получила новое развитие благодаря распространению светодиодных экранов.

## Технология
Проекционное совмещение может осуществляться со стандартной частотой съёмки и проекции, то есть 24 кадр/с, замедленно или покадрово. Проекционное совмещение со стандартной частотой принято называть скорой проекцией, а с замедленной или покадрово через интервалы времени — покадровой проекцией (мультипликационная съёмка). Иногда в качестве фона использовался неподвижный диапозитив.
Скорая рирпроекция широко использовалась в первые десятилетия звукового кино из-за громоздкости синхронной съёмочной и звукозаписывающей аппаратуры. Из-за особенностей технологии синхронной записи актёрской фонограммы съёмка многих сцен была возможна только в студии. Потому большинство сцен с актёрами, едущими в автомобиле или поезде, летящими в самолёте и плывущими на кораблях, снимались способом рирпроекции. При этом виды из окон снимались заранее, а интерьер салона автомобиля или купе вагона строился в павильоне студии.

Схема съёмки актёров в декорации движущегося автомобиля

При съёмке по технологии скорой рирпроекции предварительно отснятый фон проецируется на прозрачный матовый экран B, по другую сторону которого находятся элементы декорации С с актёрами и киносъёмочный аппарат D.
 При этом кинопроектор A, демонстрирующий изображение на экране, синхронизируется с киносъёмочным аппаратом так, чтобы открытие обтюратора камеры совпадало с открытием обтюратора проектора. Для этого в приводах обоих аппаратов используются синхронные электродвигатели, получающие переменный ток от общего источника G. На экран проецируется зеркально перевёрнутое изображение, которое со стороны камеры выглядит прямым.
 С целью недопущения засветки фона от осветительных приборов Е, работающих на актёрскую сцену, на границе кадра устанавливаются дополнительные световые ограждения F. 
Важным условием получения качественного комбинированного изображения является достаточная яркость фонового изображения на просветном экране. Для достижения высокой светоотдачи в некоторых случаях используются два или три синхронизированных кинопроектора, показывающих на одном экране одинаковые изображения.
К съёмке фоновых кадров для рирпроекции предъявляются специфические требования, в случае статических фонов главное из которых — устойчивость изображения. Особое внимание уделяется чистоте позитива, предназначенного для проекции на экран. По этой причине с негатива, снятого для рирфона, изготавливаются два или три позитива, один из которых предназначен для репетиций. Остальные используют только во время съёмки, преимущественно однократно. Для достоверности получаемого изображения иногда используют специальные устройства, имитирующие качку фонового изображения.

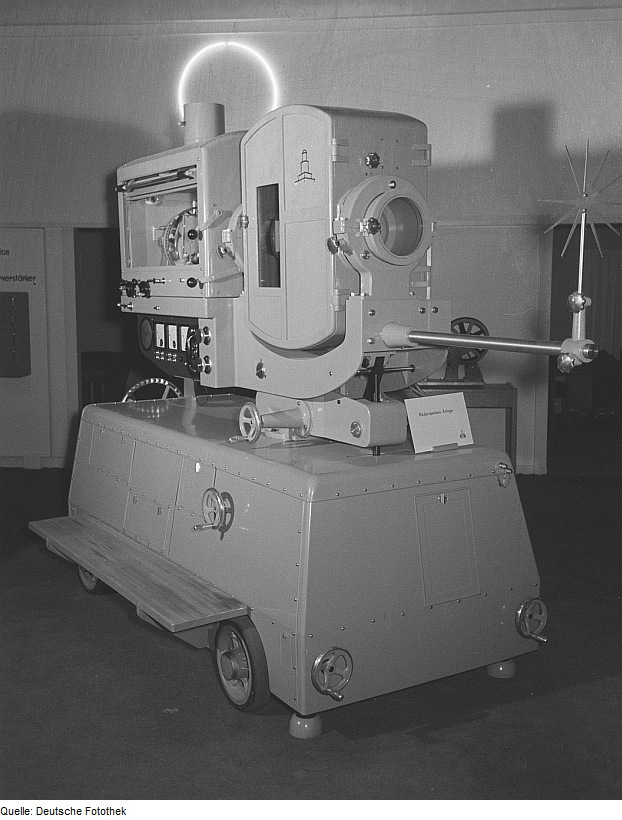
Передвижной рирпроектор Zeiss Ikon.
Перед объективом видна оттеняющая маска, устраняющая «горячее пятно» по центру рир-экрана

Установки для рирпроекции монтировались как в стационарных аппаратных, расположенных в специально отведённых павильонах, так и в передвижных звукоизолированных боксах, перемещаемых в нужный павильон в зависимости от местоположения снимаемых объектов. В ряде случаев рирпроекция входит в качестве составной части в декорации фильма. Это относится в том числе к неподвижным изображениям, снимаемым при помощи фотоаппарата и проецируемым в качестве фона. 
К недостаткам способа рирпроекции можно отнести невозможность полного соединения сцены в павильоне с фоном — актёр не может зайти за проецируемые на фоне дерево или колонну. Кроме того, при таком способе изображение фона фактически переснимается ещё раз (контратипируется), что ухудшает его фотографическое качество.
  Ещё одной проблемой рирпроекции всегда оставалась трудность устранения «горячего пятна» в центре рирфона, образующегося в результате направленного рассеяния света полупрозрачным экраном. Для устранения неравномерной яркости фона применялись различные оттенители и специальные диффузные экраны. Установка операторского освещения снимаемой сцены также связана с определёнными ограничениями, поскольку попадание света на экран не допускается. Из-за этого большинство сцен с рирпроекцией снимается с боковым освещением, которое дополнительно ограждается экранами, предотвращающими засветку фона.
 Наибольшей популярностью рирпроекция пользовалась в чёрно-белом кинематографе, поскольку при цветной съёмке спроецированный фон может быть разоблачён зрителями из-за неизбежных искажений цветопередачи. Поэтому в цветных кинокартинах использовались преимущественно однотонные рирфоны.

## Современные аналоги
Цифровые способы кинопроизводства с применением компьютерных технологий давно не используют рирпроекцию в чистом виде, описанном выше. В кино и на телевидении для совмещения актёров и фона используется технология хромакей (англ. chroma key), основанная на замещении изображением фона какого-либо цвета исходного актёрского кадра. Как правило, это синий или зелёный цвет специального экрана, на котором снимаются актёры или телеведущие. «Хромакей», как более технологичный метод, в конце XX века вытеснил рир-, фронтпроекцию и метод блуждающей маски.
В 2010-е новый вид рир-проекции начал приходить на смену хромакею: фоновые светодиодные экраны, на которые проецируется окружение сцены; например, система StageCraft, разработанная студией Industrial Light & Magic. Рирфон такого типа лишён главных недостатков просветного экрана: «горячего пятна» в центре и невысокой яркости; при этом лишён и недостатков хромакея — необходимости цветокоррекции, возможных проблем совмещения изображений; кроме того, актёры и режиссёр прямо на площадке видят, с какими декорациями взаимодействуют персонажи. Таким способом снимали, в частности, фильмы «Обливион», «Бэтмен» (2022) и «Тор: Любовь и гром», сериалы «Мандалорец» и «Наш флаг означает смерть».